# Euxoa recticincta
Euxoa recticincta là một loài bướm đêm trong họ Noctuidae.